# Kis mellizom

Pirossal van jelölve az izom

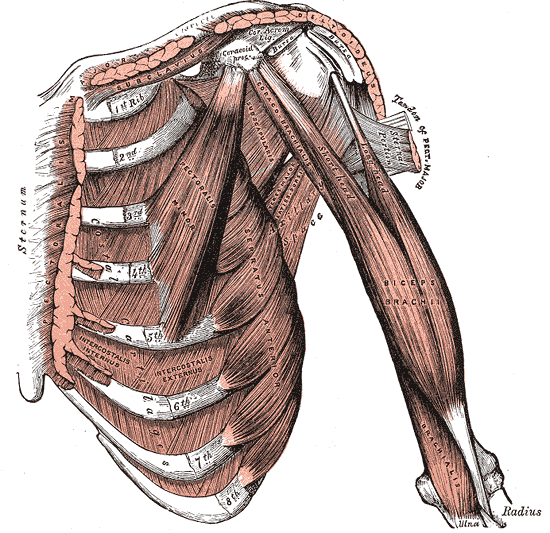
Jól látható a pectorlis minor

A kis mellizom (musculus pectoralis minor) egy izom az ember felső testén, a musculus pectoralis major alatt.

## Eredés, tapadás, elhelyezkedés
A 3., 4. és az 5. bordának a porcos részéről ered. A processus coracoideus (mely a lapocka [scapula] része) medialis szélén és a superior felszínén tapad.

## Funkció
Stabilizálja a lapockát a törzshöz képest.

## Beidegzés, vérellátás
A nervus pectoralis medialis idegzi be és a arteria thoracoacromialis egyik ága látja el vérrel.